# 于斯费尔德
于斯费尔德是德国莱茵兰-普法尔茨州的一个市镇。总面积4.26平方公里，总人口688人，其中男性366人，女性322人（2011年12月31日），人口密度162人/平方公里。